# パラッツォ・ファルネーゼ

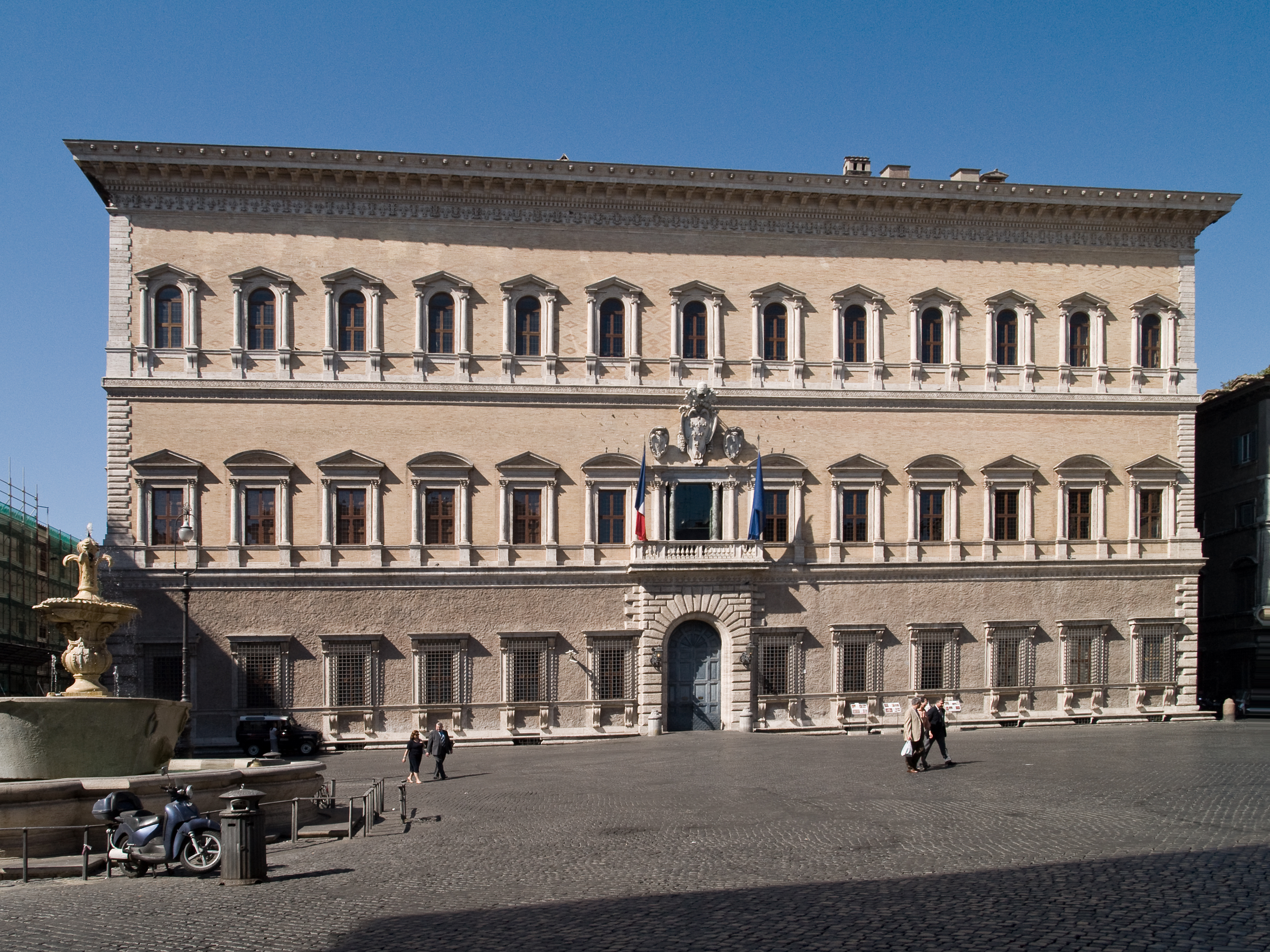
パラッツォ・ファルネーゼ

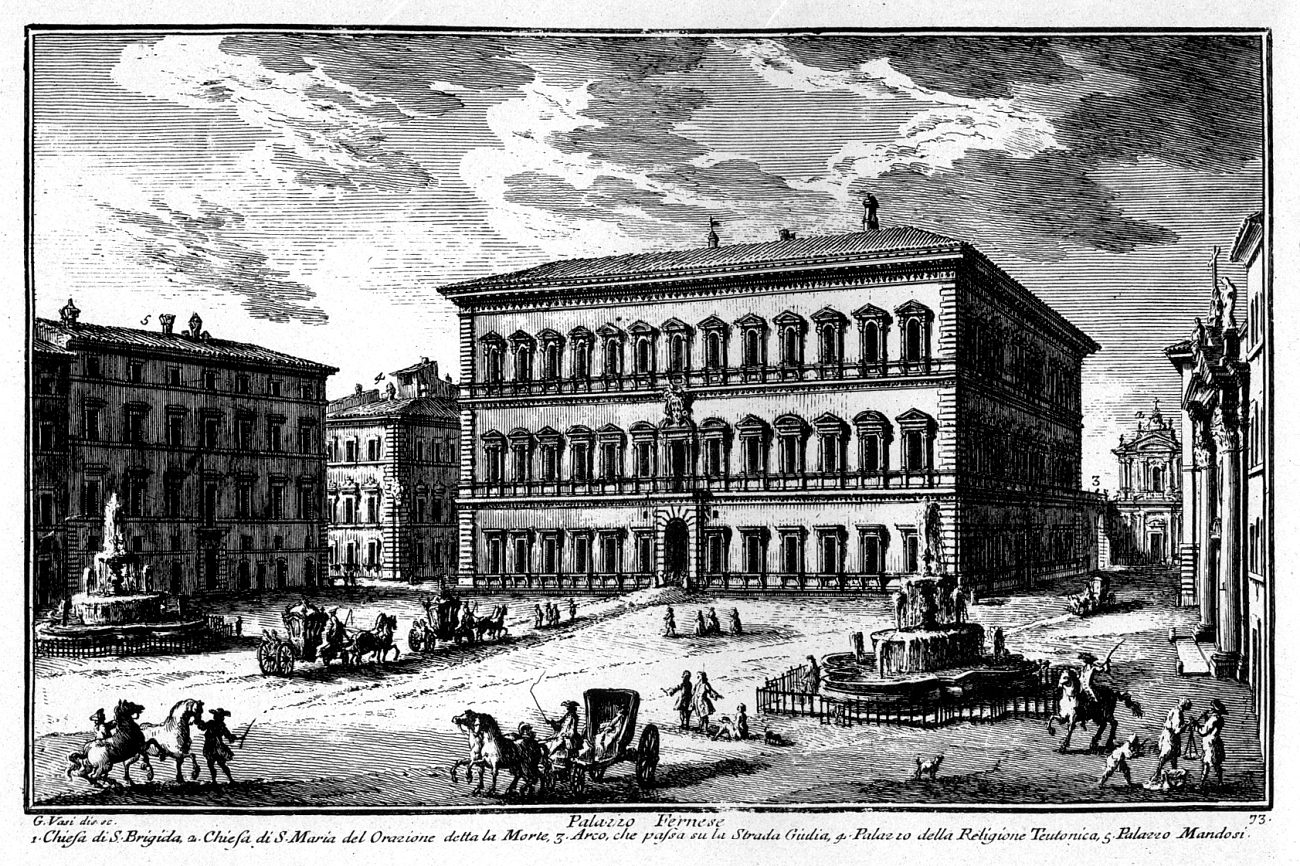
18世紀中ごろのパラッツォ・ファルネーゼの版画、ジュセッペ・ヴァーシ（Giuseppe Vasi）作

パラッツォ・ファルネーゼ（1530～46年、伊: Palazzo Farnese）は、ローマにある盛期ルネサンスの代表作。別名ファルネーゼ宮とも。現在はイタリアにおけるフランス大使館として使われている。

## 歴史
バニスター・フレッチャー卿が「16世紀のイタリア建築においては最も壮大で素晴らしい建築である」と評したこの建物は、ドナト・ブラマンテの下でサン・ピエトロ大聖堂の建造に携わったアントニオ・ダ・サンガッロ・イル・ジョヴァネの設計。妹ジューリアが教皇アレクサンデル6世の愛人となったという事もあり、1493年に枢機卿に抜擢されたアレッサンドロ・ファルネーゼの命で1～2年の準備期間の後、1515年から建造がはじまったが1527年のローマ略奪の時には作業は中断に追い込まれた。
1534年1月、ファルネーゼが教皇パウルス3世になった時には、3階部分のコーニスの完成と中庭のデザインを変更の為にミケランジェロを雇い、ファルネーゼ家の威信の象徴を造らせた。その厳格なファサードは前に広がるピアッツァ（広場）からみても多大なる存在感を放っており、特徴的なのがピアノ・ノービレ（主階）の窓上部にある互い違いのデザインが並ぶペディメントや中央の飾り気のない玄関、ミケランジェロの手掛けたコーニスである。中央の窓はファルネーゼが教皇になった時に変更されたもので、教皇冠の紋章ではローマ帝国時代の中では最大のものを支える為のアーキトレーブが加えられた。このパラッツォ（宮殿）は1534年と1541年に再設計され、元の設計者サンガッロの没年1546年からはミケランジェロの指示による修正が行われた。

## 参照
- Murray, Peter (1963). The Architecture of the Italian Renaissance. Schocken Books, New York. pp. 158–164